# (31962) 2000 GE153
2000 GE153 (asteroide 31962) é um asteroide da cintura principal. Possui uma excentricidade de 0.14979720 e uma inclinação de 6.80394º.
Este asteroide foi descoberto no dia 6 de abril de 2000 por LONEOS em Anderson Mesa.